# ウィンドソングズレガシー
ウィンドソングズレガシー（Windsong's Legacy、2001年4月20日 - 2008年）は、アメリカ合衆国の繋駕速歩用競走馬、現在は種牡馬である。2004年に史上7頭目のトロッター三冠を達成した。馬名は本馬を産んですぐに疝痛で死亡した母ヤンキーウィンドソングの忘れ形見を意味する。体高（肩までの高さ）は157 cm。
ウィンドソングズレガシーはアメリカ合衆国・ペンシルベニア州、クエーカー牧場（Dr. Paul Spears）の生まれ。父はConway Hall、母はYankee Windsongという血統。Trond Smedshammerによって調教を受け、さらにドライバーとして競走生活を送る。通算成績は17戦10勝、獲得賞金は1,736,182ドルで、2004年にはハンブルトニアン、ケンタッキーフューチュリティ 、ヨンカーズトロットの3レースを制し、史上7頭目、32年ぶりの三冠を達成した。持ちタイムは1分10秒1/km。現在は種牡馬として供用されている。